# Koudou Saley
Koudou Saley (auch: Guidan Koudou, Koudou, Koudou Salé) ist ein Dorf in der Landgemeinde Bader Goula in Niger.

## Geographie
Das Dorf liegt im Tarka-Tal. Es befindet sich rund 18 Kilometer nordöstlich des Hauptorts Goula der Landgemeinde Bader Goula, die zum Departement Dakoro in der Region Maradi gehört. Weitere Siedlungen in der Umgebung von Koudou Saley sind Acka im Nordwesten, Soly im Osten und Bader Tanko im Westen.
Es herrscht das Klima der Sahelzone vor, mit einer durchschnittlichen jährlichen Niederschlagsmenge zwischen 300 und 400 mm.

## Bevölkerung
Bei der Volkszählung 2012 hatte Koudou Saley 882 Einwohner, die in 128 Haushalten lebten. Bei der Volkszählung 2001 betrug die Einwohnerzahl 673 in 91 Haushalten und bei der Volkszählung 1988 belief sich die Einwohnerzahl auf 593 in 109 Haushalten.

## Wirtschaft und Infrastruktur
Im Dorf wird ein Wochenmarkt abgehalten. Der Markttag ist Freitag. Der Markt wurde im zweiten Viertel des 20. Jahrhunderts etabliert. Eine Getreidebank wurde in den 1980er Jahren eingerichtet. Es gibt eine Schule. Koudou Saley liegt an einer traditionellen Route nomadischer Fulbe- und Wodaabe-Viehzüchter für die Überwinterung im Norden. Durch den Ort verläuft die 366,6 Kilometer lange Nationalstraße 32 zwischen Keita und Sabon Kafi. Es handelt sich in diesem Abschnitt um eine moderne Erdstraße.